# Jezerski promet
Jezerski promet razvijen je na velikim jezerima, ali obično ima lokalni karakter.

Ako su jezera spojena kanalom s morem ili rijekom, onda imaju veću važnost (Velika jezera u SAD).

## Vanjske poveznice
- Promet unutarnjim vodama Hrvatska tehnička enciklopedija, portal hrvatske tehničke baštine. LZMK